# Benzoato de mercúrio
Benzoato de mercúrio, também é tratado pelos sinônimos sal de mercúrio (2+) do ácido benzóico, beta-mercuribenzoato, dibenzoato de mercúrio e benzoato de mercúrio (II), normalmente disponível como sal monohidratado, é um composto químico de fórmula Hg(C7H5O2)2.H2O, e massa molecular 442.82 (base anidra).
Apresenta-se como sólido cristalino inodoro. Ponto de fusão de 165°C. Sensível a luz.
Tem registros de número CAS 583-15-3, número MDL MFCD03427104, substância PubChem ID 24879039 e número UN 1631.

## Toxicidade e ambiente
Como composto de mercúrio, apresenta alta toxicidade tanto por ingestão quanto inalação e implicações ambientais sérias, tendo sua importação e exportação restrita em alguns países e rígido controle de seu transporte marítimo em outros.

## Método de análise
Pode ser determinada sua contaminação e dosagem por cromatografia líquida de alta performance.